# Marché d'Āgenskalns
Le marché d'Āgenskalns (en letton : Āgenskalna tirgus) est le plus ancien marché couvert de la rive gauche du fu Daugava à Riga, dans le voisinage d'Āgenskalns. 
Le bâtiment du marché d'Āgenskalns est l'un des exemples de l'Art nouveau rationnel du XXe siècle.

## Histoire
Le marché a été ouvert en 1898. A cette époque il était en plein air, il n'y avait pas d'abri pour les personnes ou pour les marchandises quand il faisait mauvais temps. C'est pourquoi, en 1914, la construction du bâtiment a commencé.
L'architecte du marché est Reinhold Schmaeling. La construction a commencé en 1911, mais a été arrêtée à moitié achevée en 1914 à cause de la Première Guerre mondiale. Elle a été complètement terminée en 1923 lorsque son entrée principale a été repensée par Alfrēds Grīnbergs.
Le bâtiment principal se compose de 219 emplacements pour les vendeurs et de 2 pavillons : primeurs (116 places) et lait et viande (108 places).
Début 2018, le marché d'Āgenskalns a été fermé pour rénovation, qui, selon les estimations du conseil municipal de Riga, coûterait environ 10 millions d'euros.
En mai 2018, le marché d'Āgenskalns a été loué pour 30 ans à la société Kalnciema iela. Depuis le 3 août 2018, l'extérieur du marché est ouvert aux vendeurs et aux clients. En 2022, la rénovation intérieure est terminée et le marché est rouvert le 7 mai.

## Galerie

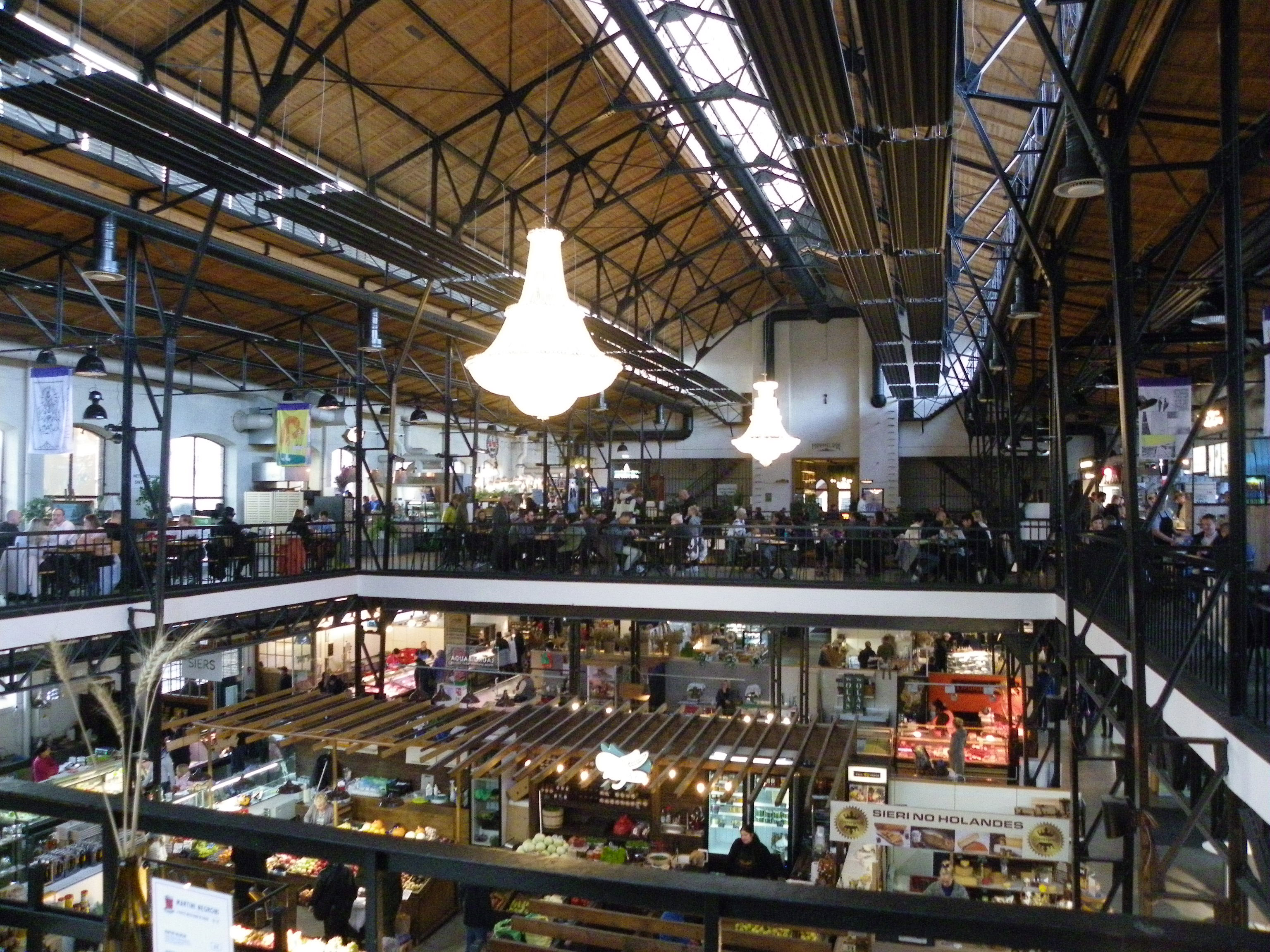
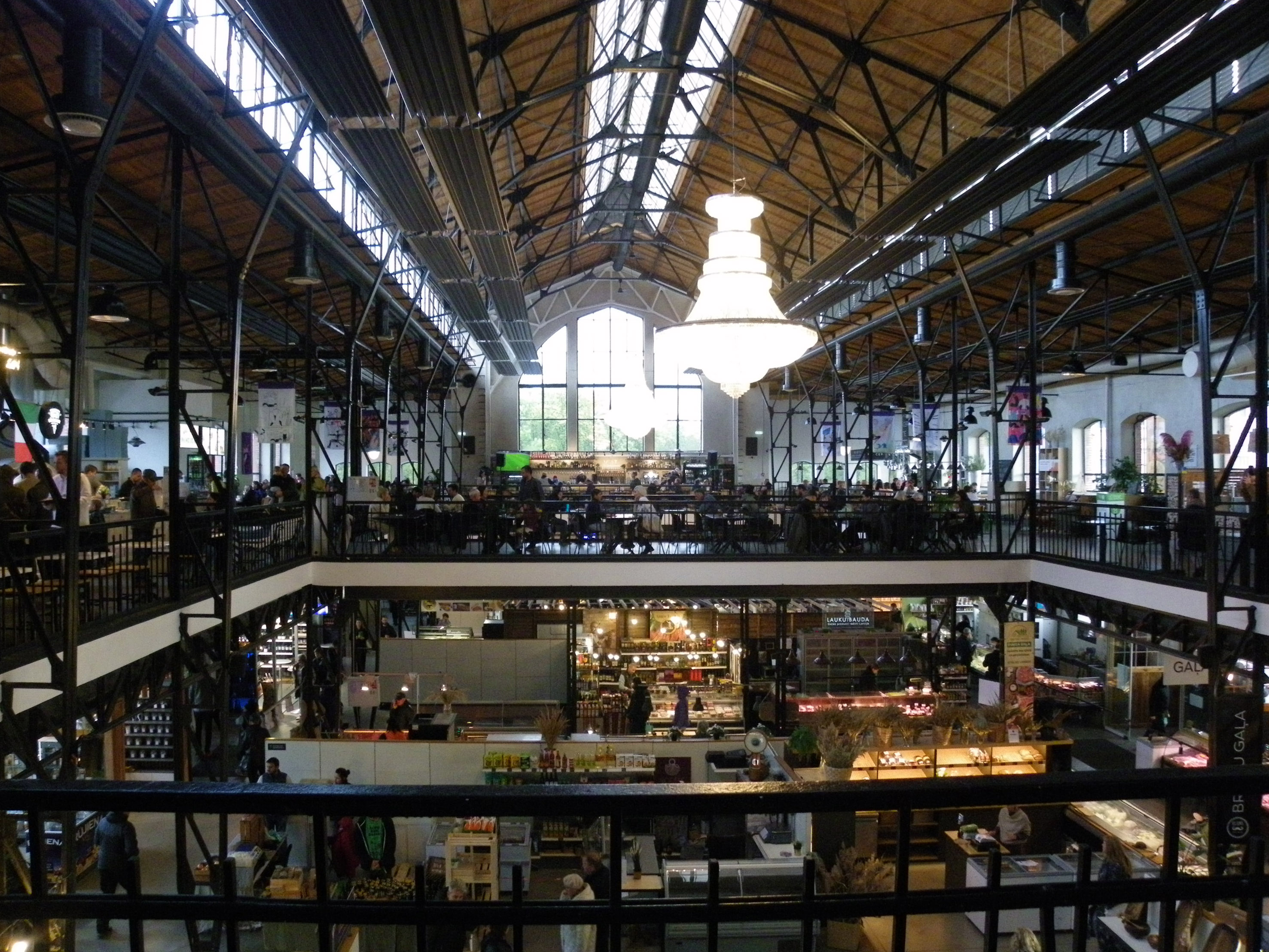
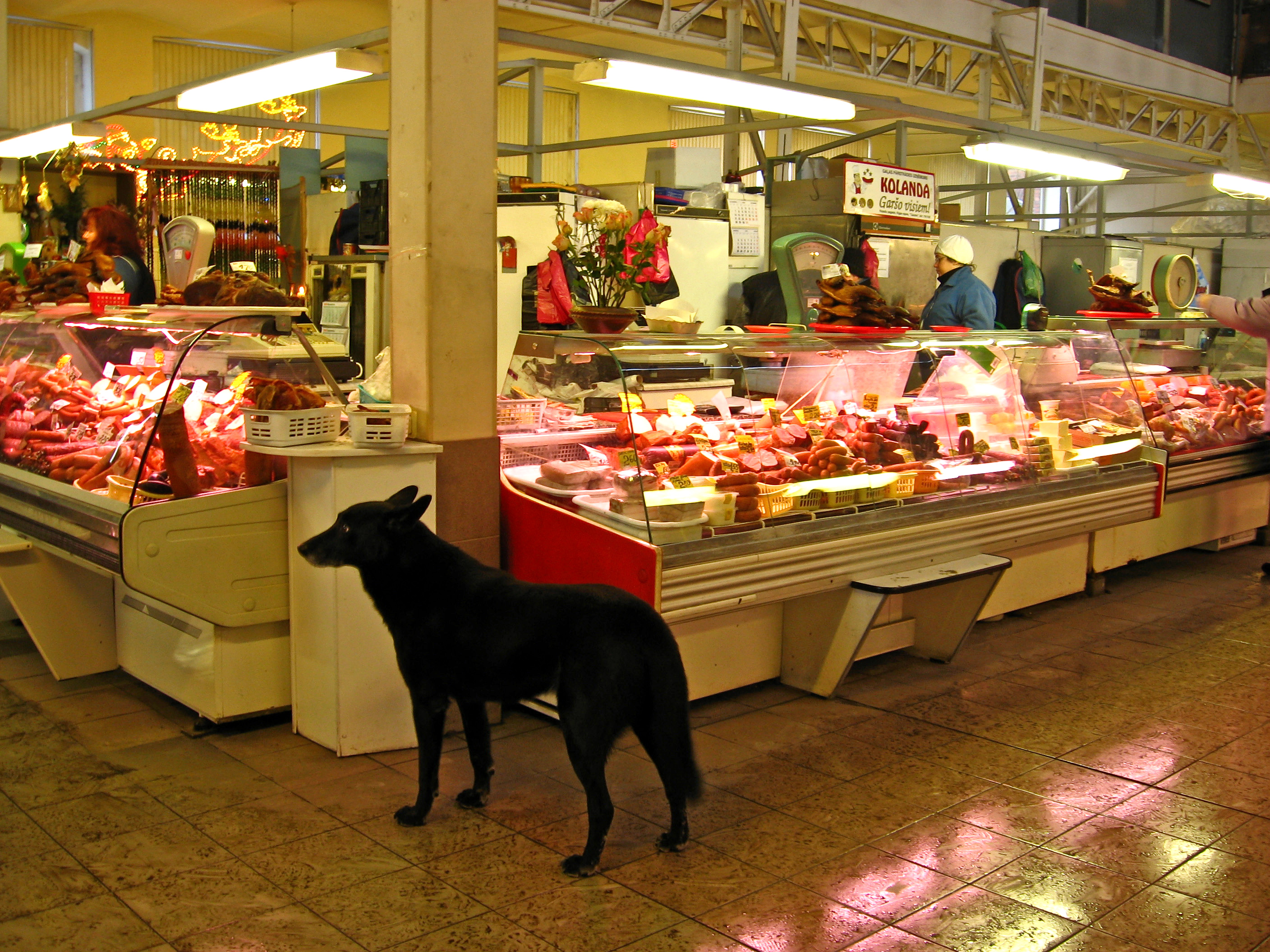